# Lefkaritika
Lefkaritika (grčki: λευκαρίτικα) je jedinstven oblik čipkarstva iz sela Lefkara na jugoistoku Cipra (na planinama Troodos, na sredini autoputa Nikozija-Limassol). Kao nematerijalna svjetska baština upisana je na UNESCO-ov popis nematerijalne svjetske baštine u Europi 2009. godine jer je istovremeno svjedočanstvo sposobnosti vrednovanja raznolikih utjecaja i njihovog uklapanja u izvornu kulturu, ali i snažan simbol identiteta žena iz Lefkare.
Ova tradicija datira još iz 14. stoljeća, a zasigurno od poslije 1489. godine kada su Ciprom zavladali Mlečani. Tada su autohtoni oblici ukrašavanja s grčkim i bizantskim geometrijskim oblicima, obogatili mletački vez. Navodi se čak kako je tijekom svog posjeta Cipru u 15. stoljeću Leonardo da Vinci odsjeo u Lefkari i oduševljen seoskom čipkom ponio jedan „potamos” (čipkom ukrašen) stolnjak za oltar Milanske katedrale. Navodno je to stolnjak koji je prikazan na njegovoj slici „Posljednja večera”. Od tada se ovaj uzorak naziva „Leonardo da Vinci uzorak”.
Lefkaritika na lanu se tradicionalno radi ručno s četiri osnovna elementa: šuplji vez, izrez, satenski bod ispune i ispleteni rub. Ova tradicija koja kombinira umjetnost i druženje je i danas osnovna djelatnost seoskih žena koje stvaraju prepoznatljive stolnjake, rupčiće i izložbene primjerke tijekom zajedničkog rada i druženja u uskim seoskim ulicama i natkrivenim dvorištima. Vještinu čipkanja mladim djevojkama prenose majke i bake višegodišnjim neformalnim uputama. Kada djevojka potpuno ovlada vještinom, započinje koristiti svoju maštu da izrazi i baštinu i svoju osobnost

## Poveznice
- Paška čipka
- Hrvatsko čipkarstvo

## Vanjske poveznice
- Lefkara Lace Embroidery And Silver Handicraft From The Island of Cyprus  Arhivirana inačica izvorne stranice od 3. srpnja 2013. (Wayback Machine) (engl.)